# Dirigeringstabell
Dirigeringstabell, eller routingtabell, är en tabell som används för att lagra information om IP-adresser samt information om hur man kommer till IP-adresserna (vägval). Dirigeringstabellen består av en rad för varje subnätverk eller annat adressområde. Varje gång ett IP-paket inkommer till routern söks tabellen igenom uppifrån tills ett adressområde som stämmer hittas. Tabellen anger vilket nätverkskort och vilken port (interface) som paketet ska vidareförmedlas till, samt nästa hopp, till exempel nästa router eller subnätverk som kommunikationen ska vidareförmedlas till. På en dator som kör windows kan du skriva kommandot route print i ett kommandofönster för att se dirigeringstabellen. Motsvarigheten på Mac OS är netstat -r.
Dirigeringstabeller kan vara statiska eller dynamiska, vilket innebär att de upprättas och förändras på olika sätt:
1. En statisk dirigeringstabell ändras endast genom manuella åtgärder. Dessa tabeller ändras alltså ganska sällan. Statiska dirigeringstabeller brukar användas i små nätverk. I stora nätverk finns inte praktisk möjlighet att bygga upp dirigeringstabellerna manuellt. Ett annat användningsområde är mellan operatörers nät där man vill ha strikt kontroll över hur dirigeringen sker.
2. En dynamisk dirigeringstabell uppdateras automatiskt av routern i samarbete andra routrar, det vill säga programvaran i routrarna. Tabellen kan uppdateras genom att routrarna meddelar varandra om de förändringar som sker i nätet, till exempel när en ny router läggs till eller en länk mellan två routrar går sönder.